# Platycerus consimilis
Platycerus consimilis es una especie de coleóptero de la familia Lucanidae. Presenta las subespecies: Platycerus consimilis consimilis y Platycerus consimilis phagophilus.

## Distribución geográfica
Habita en Sichuan (China).